# Subdivisions du kraï du Primorié

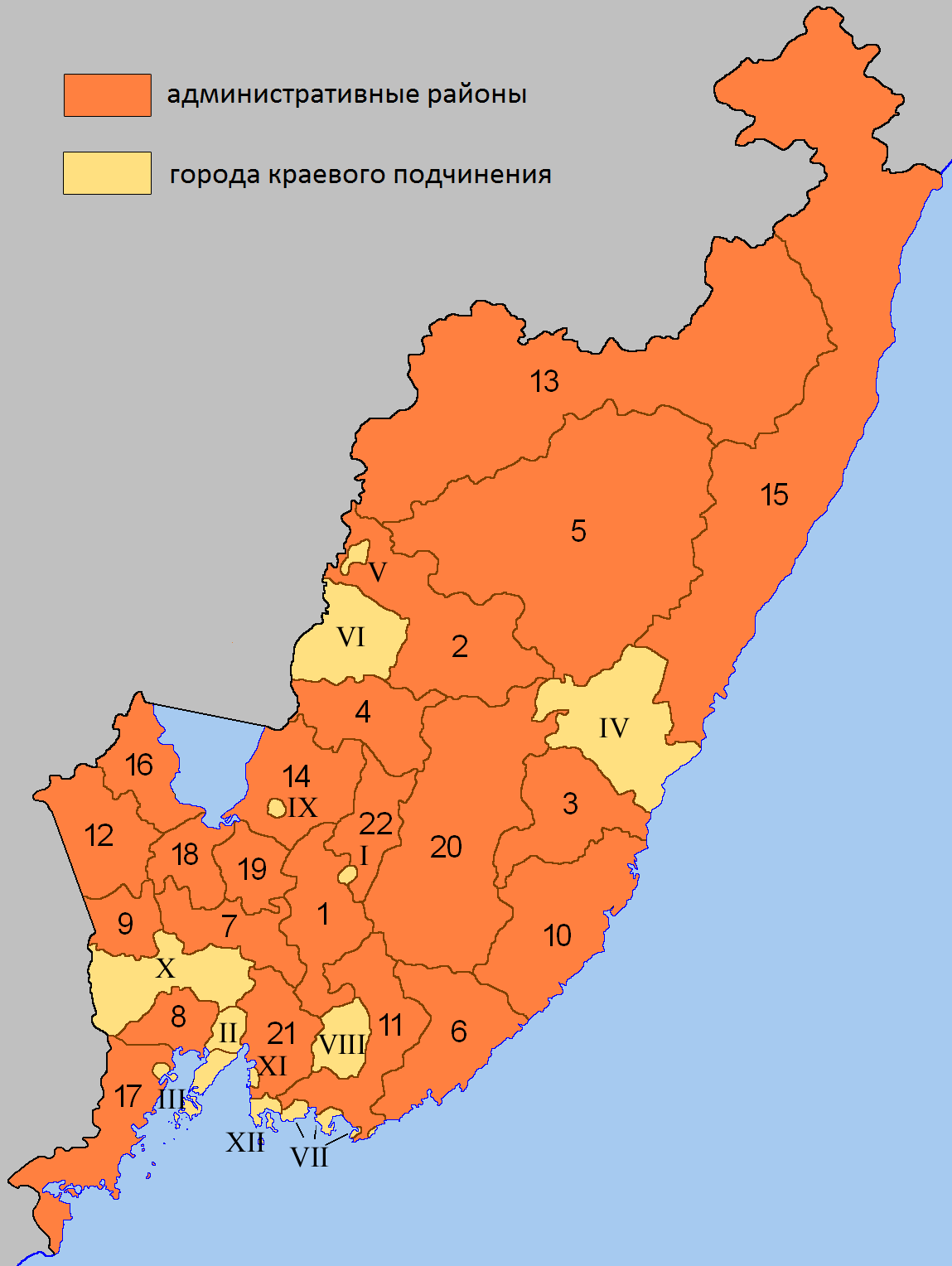
Carte des subdivisions du Primorié.

L'administration territoriale du kraï du Primorié est l'organisation des institutions et des administrations du territoire du kraï du Primorié. On recense de nombreuses communautés territoriales qui peuvent avoir un objectif politique (municipalités), électoral (circonscriptions électorales) ou administratif (raïons et certaines villes).

## Vue d'ensemble
| Kraï             | Kraï du Primorié |
| Palier régional  | 12 villes régionales ; 22 raïons administratifs                                                                             |
| Palier municipal | 12 okrougs urbains ; 16 okrougs municipaux ; 6 raïons municipaux (incluant 4 communes urbaines et 40 établissements ruraux) |
| Palier local     | Localités |

Le kraï du Primorié est d'abord divisé en 22 raïons administratifs et en 12 villes d'importance régionale (des villes-arrondissements). Ces divisions régionales sont aussi des divisions municipales, et possèdent donc deux types de pouvoir à la fois, régional et municipal. 
La seule exception est pour 6 des 22 raïons, qui sont classés comme des raïons municipaux, c'est-à-dire qu'ils sont encore subdivisés en établissements ruraux et communes urbaine. Les établissements ruraux sont des regroupements de localités, et c'est l'établissement qui possède le pouvoir municipal, non les localités le composant. Les communes urbaines fonctionnent de la même manière, mise à part que le chef-lieu de l'établissement possède le statut de communes urbaines.
Enfin, le dernier palier, qui n'a aucun pouvoir, est la localité, avec 665 dénombrées en 2021.

### Autres divisions
Il existe d'autres divisions du territoire, mais qui n'ont pas réellement de pouvoirs sur l'administration du territoire. Certains services à la population couvrent plusieurs raïons par exemple.
Les circonscriptions électorales sont des unités territoriales qui n'ont d'autre rôle que de servir à élire les membres de la Douma d'État. Ces circonscriptions sont au nombre de 3 : celle de Vladivostok (n°62), celle d'Artiom (n°63) et celle d'Arseniev (n°64)

## Kraï du Primorié
Le Primorié étant un kraï unitaire, aucune de ses collectivités territoriales ne possède de compétence législative, malgré une certaine propension à la régionalisation. Les divisions, créées pour la première fois sous l'Empire russe lorsque c'était l'oblast de Primorié, puis maintes fois changées, servaient à contrôler des territoires très vastes et peu peuplés. Encore aujourd'hui, certains raïons sont très vastes mais peu peuplés : le raïon de Terneï fait par exemple 27 102 km², mais a une population de seulement 10 144.
Au 1er janvier 2023, le Primorié était constitué de 22 raïons administratifs, 12 villes d'importance régionales, 12 okrougs urbains, 16 okrougs municipaux, 6 raïons municipaux avec 4 communes urbaines et 40 établissements ruraux, et de 665 localités. Les localités ne couvrent pas tout le territoire, de nombreux endroits sont non organisés, et seulement sous la juridiction du raïon ou de la ville régionale.

## Palier régional

### Raïons
Les raïons administratifs sont les divisions principales du territoire du Primorié. Le Primorié en compte au total vingt-deux. Chaque raïon est découpé afin d'être toujours proche d'une localité importante, qui en devient son chef-lieu. Leurs tailles varient énormément, de 1 596 km2 pour le raïon de Nadejda à 27 102 km² pour le raïon de Terneï.

### Villes d'importance régionale
Les villes d'importance régionale sont au nombre de 12 au Primorié. Elles possèdent chacune une ville qui agit comme centre administratif, ainsi que des localités alentour. La ville chef-lieu ne possède jamais de pouvoir en elle-même, c'est l'ensemble avec ce statut là qui possède le pouvoir.

### Résumé en tableau
Liste des subdivisions régionales du Primorié :
| N°                              | Subdivision                     | Nom russe                       | Centre administratif            | Superficie (km²)                | Population (2021)               |
| Villes d'importances régionales | Villes d'importances régionales | Villes d'importances régionales | Villes d'importances régionales | Villes d'importances régionales | Villes d'importances régionales |
| ------------------------------- | ------------------------------- | ------------------------------- | ------------------------------- | ------------------------------- | ------------------------------- |
| I                               | Arseniev                        | Арсеньев                        | Arseniev                        | 39                              | 47 937                          |
| II                              | Artiom                          | Артём                           | Artiom                          | 506                             | 118 842                         |
| III                             | Vladivostok                     | Владивосток                     | Vladivostok                     | 562                             | 634 835                         |
| IV                              | Dalnegorsk                      | Дальнегорск                     | Dalnegorsk                      | 5342                            | 39 816                          |
| V                               | Dalneretchensk                  | Дальнереченск                   | Dalneretchensk                  | 108                             | 25 497                          |
| VI                              | Lessozavodsk                    | Лесозаводск                     | Lessozavodsk                    | 3064                            | 40 863                          |
| VII                             | Nakhodka                        | Находка                         | Nakhodka                        | 360                             | 141 035                         |
| VIII                            | Partizansk                      | Партизанск                      | Partizansk                      | 1289                            | 40 318                          |
| IX                              | Spassk-Dalni                    | Спасск-Дальний                  | Spassk-Dalni                    | 43                              | 35 732                          |
| X                               | Oussouriïsk                     | Уссурийск                       | Oussouriïsk                     | 3626                            | 205 862                         |
| XI                              | Bolchoï Kamen                   | Большой Камень                  | Bolchoï Kamen                   | 120                             | 43 663                          |
| XII                             | Fokino                          | Фокино                          | Fokino                          | 291                             | 27 398                          |
| Raïons administratifs           |                                 |                                 |                                 |                                 |                                 |
| 1                               | Raïon d'Anoutchino              | Анучинский район                | Anoutchino                      | 3885                            | 12 274                          |
| 2                               | Raïon de Dalneretchensk         | Дальнереченский район           | Dalneretechensk                 | 7236                            | 8 358                           |
| 3                               | Raïon de Kavalerovo             | Кавалеровский район             | Kavalerovo                      | 4215                            | 21 617                          |
| 4                               | Raïon de Kirovski               | Кировский район                 | Kirovski                        | 3484                            | 18 150                          |
| 5                               | Raïon de Krasnoarmeïsk          | Красноармейский район           | Novopokrovka                    | 20603                           | 14 453                          |
| 6                               | Raïon de Lazo                   | Лазовский район                 | Lazo                            | 4692                            | 12 547                          |
| 7                               | Raïon de Mikhaïlovka            | Михайловский район              | Mikhaïlovka                     | 2741                            | 29 311                          |
| 8                               | Raïon de Nadejda                | Надеждинский район              | Volno-Nadejdinskoïe             | 1596                            | 39 350                          |
| 9                               | Raïon d'Octobre                 | Октябрьский район               | Pokrovka                        | 1633                            | 23 344                          |
| 10                              | Raïon d'Olga                    | Ольгинский район                | Olga                            | 6416                            | 7 709                           |
| 11                              | Raïon de Partizansk             | Партизанский район              | Vladimiro-Aleksandrovskoïe      | 4097                            | 29 277                          |
| 12                              | Raïon de Pogranitchny           | Пограничный район               | Pogranitchny                    | 3750                            | 18 759                          |
| 13                              | Raïon de Pojarskoïe             | Пожарский район                 | Loutchegorsk                    | 22570                           | 25 043                          |
| 14                              | Raïon de Spassk                 | Спасский район                  | Spassk-Dalni                    | 4209                            | 20 630                          |
| 15                              | Raïon de Terneï                 | Тернейский район                | Terneï                          | 27102                           | 10 144                          |
| 16                              | Raïon du Khanka                 | Ханкайский район                | Kamen-Rybolov                   | 2689                            | 18 027                          |
| 17                              | Raïon de Khassan                | Хасанский район                 | Slavianka                       | 4130                            | 25 392                          |
| 18                              | Raïon de Khorol                 | Хорольский район                | Khorol                          | 1969                            | 25 433                          |
| 19                              | Raïon de Tchernigovka           | Черниговский район              | Tchernigovka                    | 1840                            | 26 863                          |
| 20                              | Raïon de Tchougouïevka          | Чугуевский район                | Tchougouïevka                   | 12347                           | 21 861                          |
| 21                              | Raïon de Chkotovo               | Шкотовский район                | Smolianinovo                    | 2665                            | 21 343                          |
| 22                              | Raïon de Iakolevka              | Яковлевский район               | Iakolevka                       | 2400                            | 12 522                          |

## Niveau municipal
Le niveau municipal au Primorié est très varié, et se confond souvent avec le niveau régional. Ainsi, toutes les subdivisions régionales du Primorié ont aussi des compétences municipales, bien qu'elles varient en fonction de leur statut. Tout statut confondu, il y en a 78 au Primorié.
Tout d'abord, il y a 12 okrougs urbains, qui correspondent aux 12 villes régionales du Primorié. Pour un des okrougs, celui de Vladivostok, il est encore subdivisé en raïons urbains (ru). Ces raïons urbains sont ceux de Lénine, de Pervomaï, Soviétique, de Frounze et de Pervoretchen.
Ensuite, il y a 16 okrougs municipaux, qui se confondent tous avec des raïons. Mais contrairement aux raïons municipaux, ces okrougs municipaux ne possèdent pas d'établissements ruraux subdivisant encore la division, mais sont le dernier échelon avant la localité. Ils possèdent ainsi toutes les compétences en matière de pouvoir municipal. Ces okrougs municipaux sont les :
- Raïon d'Anoutchino ;
- Raïon de Kavalerovo ;
- Raïon de Kirovski ;
- Raïon de Krasnoarmeïsk ;
- Raïon de Lazo ;
- Raïon de Mikhaïlovka ;
- Raïon de Nadejda ;
- Raïon d'Octobre ;
- Raïon d'Olga ;
- Raïon de Partizansk ;
- Raïon de Pogranitchny ;
- Raïon de Pojarsky ;
- Raïon de Spassk ;
- Raïon de Terneï ;
- Raïon de Khanka ;
- Raïon de Khassan ;
- Raïon de Khorol ;
- Raïon de Tchernigovka ;
- Raïon de Tchougouïevka ;
- Raïon de Chkotovo ;
- Raïon de Iakolevka.

Puis, il y a les raïons municipaux (ru), au nombre de six. Ainsi, contrairement aux okrougs municipaux, bien que se confondant aussi avec les raïons administratifs, ils sont subdivisés eux en établissements ruraux (avec 40 au total) et communes urbaines (avec 6 au total). Ils se partagent ainsi le pouvoir municipal avec des entités inférieures. Ces raïons municipaux sont  les :
- Raïon de Dalneretchensk ;
- Raïon de Kirovski ;
- Raïon de Krasnoarmeïsk ;
- Raïon de Mikhaïlovka ;
- Raïon de Nadejda ;
- Raïon de Spassk.

## Localités
Il y a au 1er janvier 2021, 655 localités au Primorié, qui peuvent avoir différents statuts, bien que n'ayant jamais de pouvoir. Les localités peuvent être des villages (selo), des hameaus (derevnia), des possiolok, etc.

## Circonscriptions électorales
Le kraï du Primorié est divisé en 3 circonscriptions électorales. La première est la circonscription de Vladivostok (en) (n°62), qui couvre Vladivostok, Oussouriïsk et le raïon de Khassan. Ensuite, il y a la circonscription d'Artiom (en), allant de Fokino à Spassk-Dalni, et enfin la circonscription d'Arseniev (en), couvrant le reste du territoire.

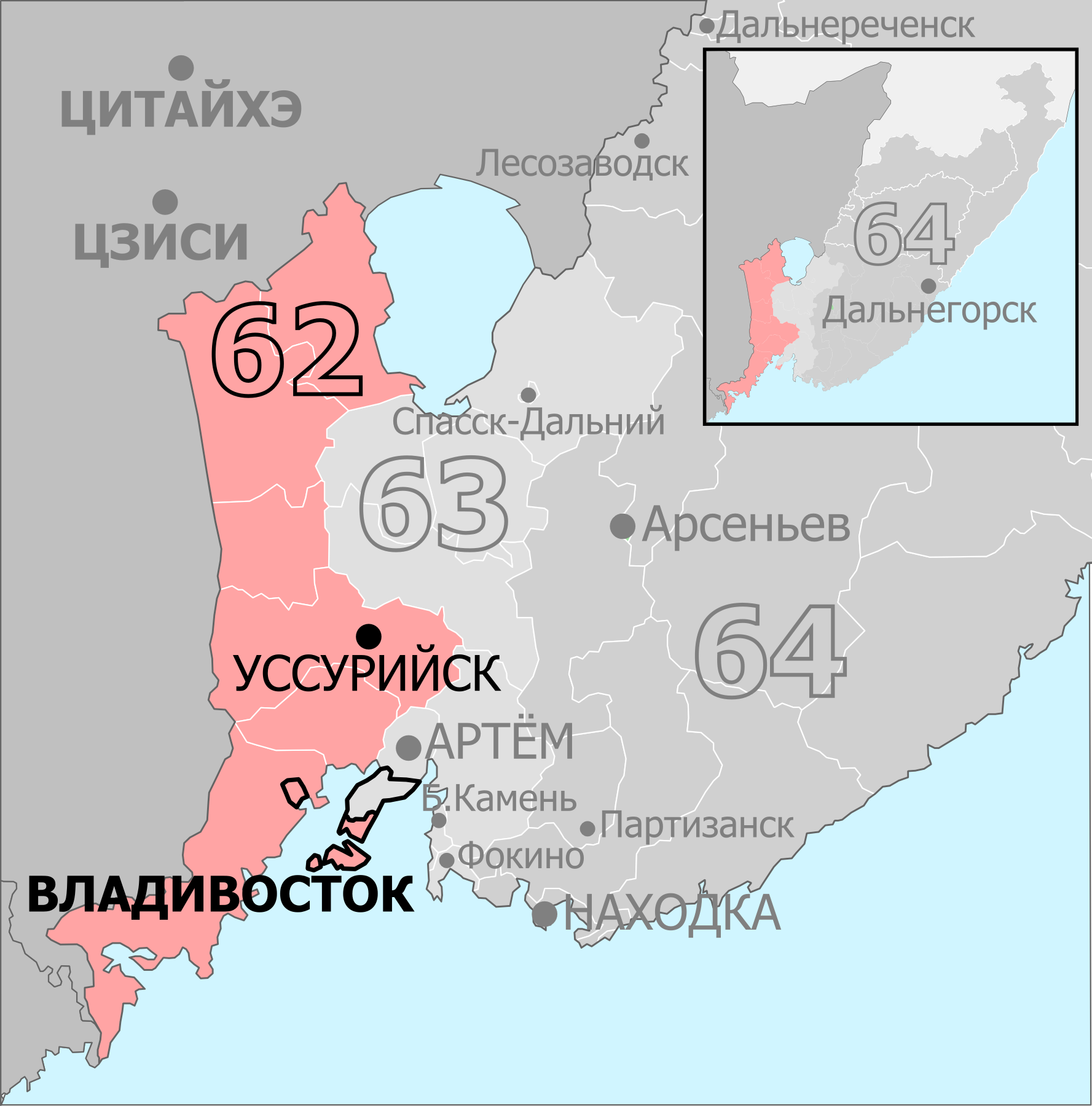
Circonscription n°62.
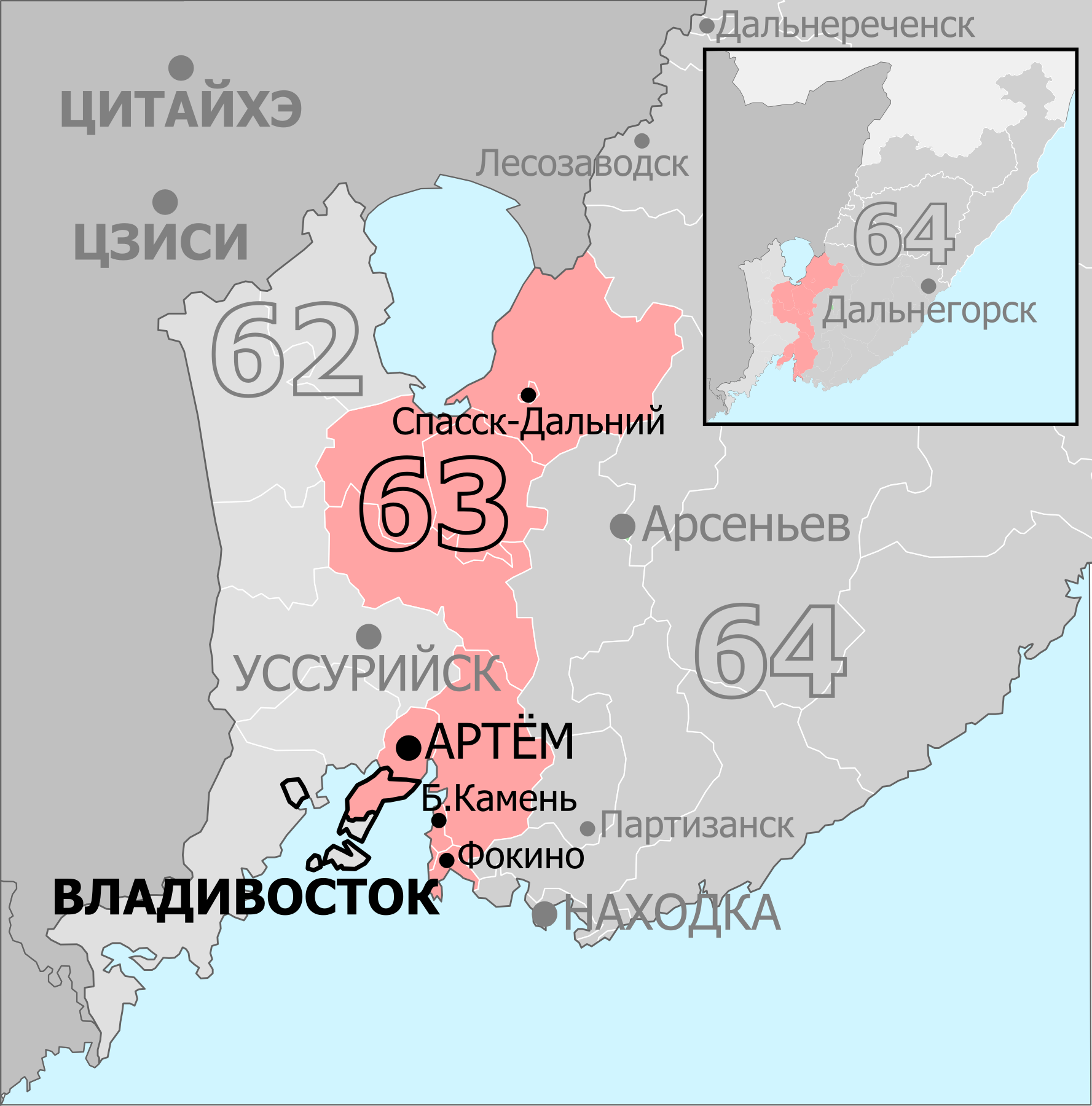
Circonscription n°63.
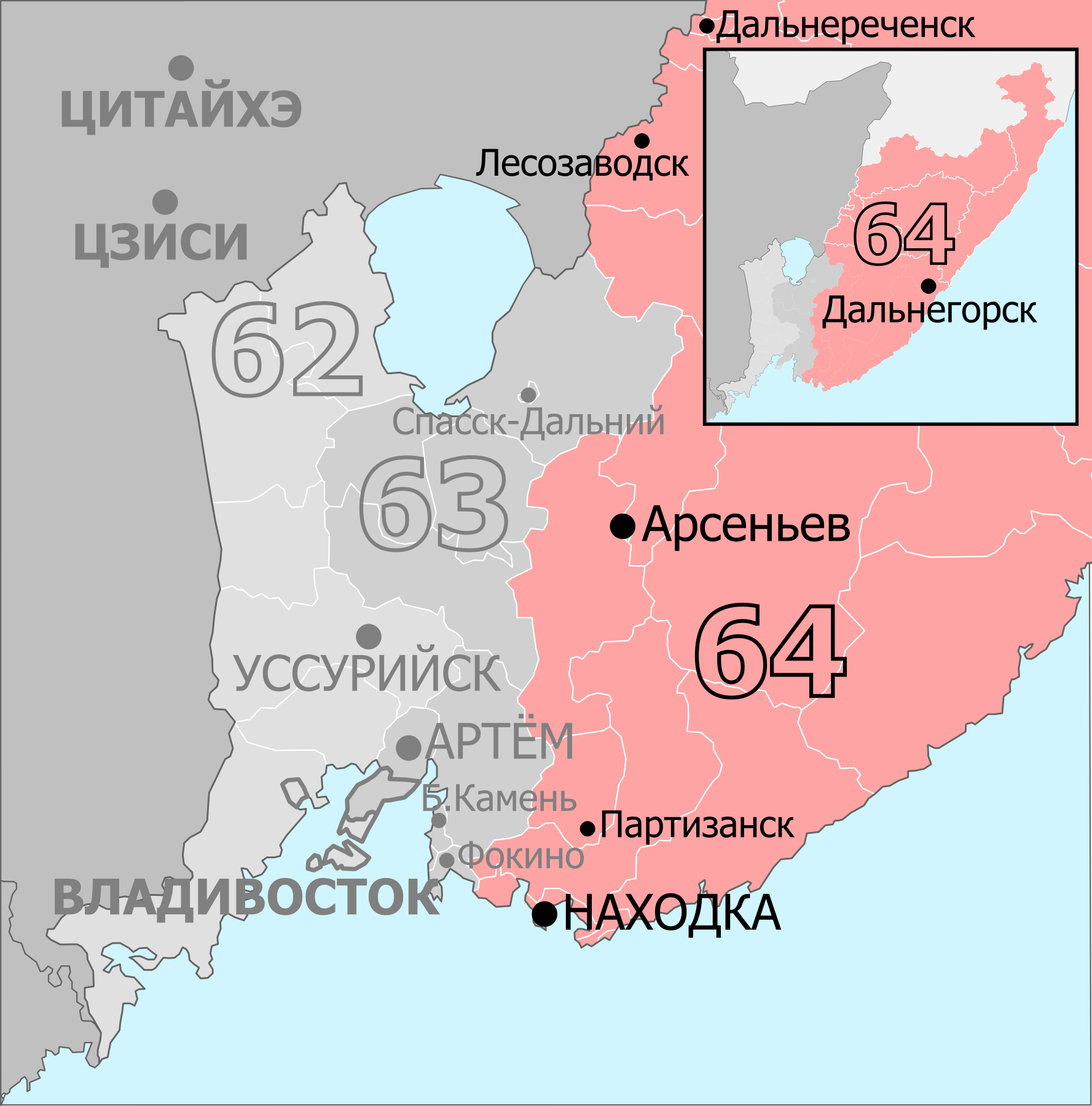
Circonscription n°64.

### Documentation
: document utilisé comme source pour la rédaction de cet article.
- (ru) Loi du kraï du Primorié du 14 novembre 2001 N 161-KZ "Sur la structure administrative-territoriale du kraï du Primorié", Vladivostok, 31 octobre 2001 (lire en ligne)